# No Trees in the Street
No Trees in the Street is een Britse dramafilm uit 1959 onder regie van J. Lee Thompson. Destijds werd de film in Nederland uitgebracht onder de titel De straat zonder liefde.

## Verhaal
Tommy is een tiener in de vooroorlogse sloppen van Londen. Hij hoopt uit zijn straatarme milieu te ontsnappen door misdadiger te worden. Hij sluit zich daarom aan bij een crimineel, die de rest van de sloppenwijk in zijn greep houdt.

## Rolverdeling
| Acteur           | Personage |
| ---------------- | --------- |
| Sylvia Syms      | Hetty     |
| Herbert Lom      | Wilkie    |
| Melvyn Hayes     | Tommy     |
| Ronald Howard    | Frank     |
| Stanley Holloway | Kipper    |
| Joan Miller      | Jess      |
| Liam Redmond     | Bill      |